# Theater des Westens
Het Theater des Westens is een theatergebouw in de Duitse hoofdstad Berlijn, gevestigd in Charlottenburg in het westen van de stad.

## Geschiedenis
Het theater werd gebouwd tussen 1895 en 1896 in wilhelministische historische stijl op de voormalige Kohlenplatz. Op 1 oktober 1896 werd het theater officieel geopend met het sprookjestoneel Tausenduneine Nacht. Nadat het gewenste succes van het theater uitbleef werd het vanaf 1898 een operagebouw en vanaf 1908 een operettetheater. Na een zware brand in 1912 werd het gebouw hersteld.
Tijdens bombardementen in de Tweede Wereldoorlog werd het dak beschadigd. Door de vernieling van de Deutsche Oper werd het Theater des Westens de stadsopera, tot de Deutsche Oper in 1961 opnieuw openging.